# 詹姆斯敦 (維吉尼亞州)
詹姆斯敦也译作詹姆斯镇，是英國在美洲建立的第一個永久性的殖民地，以當時的英國國王詹姆斯一世命名。位於詹姆斯城县詹姆斯河(原名波瓦坦河)岸边，在威廉斯堡西南4公里处。
詹姆斯敦的前身是1607年5月14日由弗吉尼亚公司建立的詹姆斯要塞。在1616年至1699年间是弗吉尼亚殖民地的首府。随着培根叛亂的爆发，弗吉尼亚在1699年将首府迁往威廉斯堡，詹姆斯敦逐步被废弃。20世纪，在弗吉尼亚历史三角区的考古工作中，詹姆斯敦的殖民地遗址被重新发掘出并向公众开发。今日的詹姆斯敦是美国重要的旅游目的地之一，包含了原殖民地遗址和复建的小镇。2022年5月，BBC新闻报道詹姆斯敦受到气候变化的威胁，詹姆斯河的潮汐、地下水位上升、更加频繁的暴风雨容易引发洪水，将古建筑、遗址破坏。

## 历史

### 建立

#### 1607至1609年
在1606年末，伦敦的弗吉尼亚公司成立后，决定派出一队殖民者去新大陆开拓殖民地。执行此次任务的船队包括三艘帆船：持久苏珊号（Susan Constant）、发现号（Discovery）和神速号（Godspeed），带队船长是克里斯托弗·纽波特。船队在经过4个月的漫长旅途后（当中还停靠过加纳利群岛），于1607年4月10日从波多黎各启程前往北美大陆。4月26日，船员在靠近弗吉尼亚海岸线的亨利角（Cape Henry）附近登陆。由于此地过于靠近海边，船长下令沿河而上寻找更安全的落脚点。他们将所经过的河流以英王詹姆斯一世命名，称詹姆斯河。5月14日，爱德华·温菲尔德（Edward Maria Wingfield）船长在距离海岸线40英里处选定了一座岛屿修建殖民者的堡垒。选址的理由是詹姆斯河在此处弯折，易于防守，而且岛上的平地面积也足够。有意思的是，这座岛并没有被附近的原住民部落占据，因为他们的酋长认为这里过于贫瘠和遥远。岛上大部分区域都是沼泽地，夏季蚊虫密布而且岛上的水受到咸潮影响无法饮用。殖民者抵达的那一年，弗吉尼亚正经历着7个世纪以来最严重的旱灾。干旱为日后出现的食物和饮水短缺设下了伏笔。
殖民者们抵达的5月对于粮食种植而言已经太晚了。更糟糕的是，队伍中许多人（包括佣人们在内）都没有农耕的经验，根本无力在荒地中开垦。在接下来的数个月内，80%的殖民者悉数死亡，剩下的一些幸存者叛逃到土著人部落中(或以同類相食為生)。事实上，远在英国人抵达之前，当地已经有大约14000名属于波瓦坦部族的Wahunsenacawh族人定居了。原住民们原本计划将幸存的英国人从詹姆斯敦迁走，但最终未能成功。原住民们用舞蹈、宴会和烟草欢迎了首批开拓者。尽管这些Wahunsenacawh人非常热情，但附近的其他部族对英国人的到来和殖民感到不安。他们在5月27日至7月14日间对詹姆斯要塞进行了数次进攻。

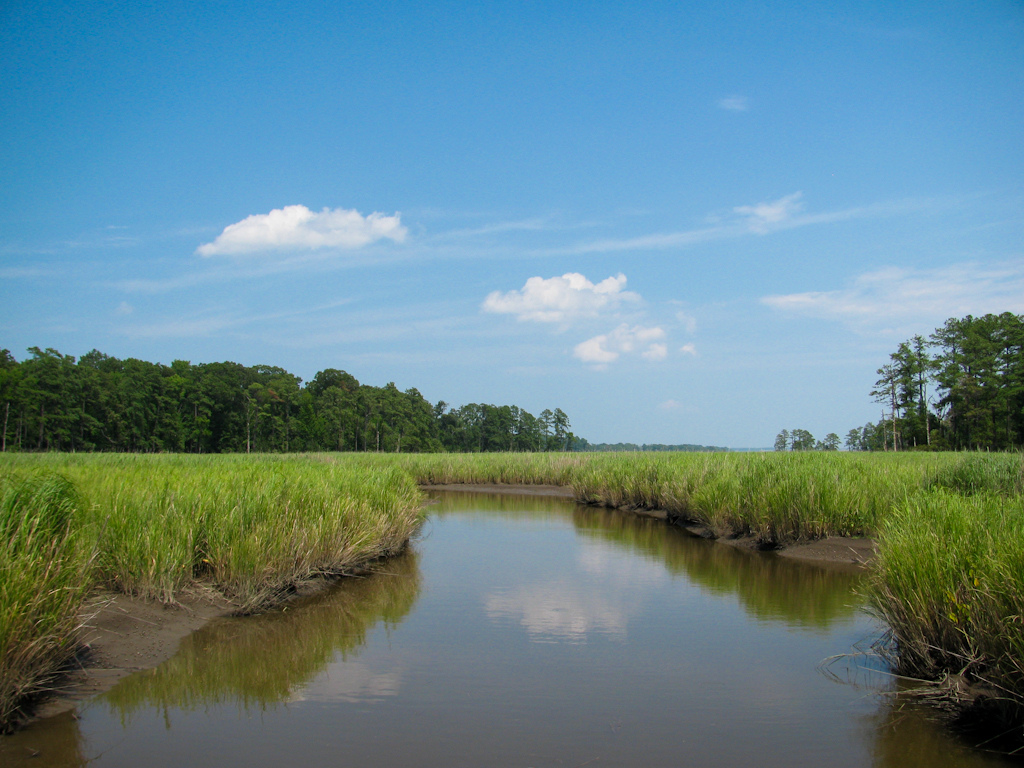
詹姆斯敦岛上的沼泽地

1608年，在第一批居民死亡三分之二后，先后有两批补给船队带着来自德国和波兰的工匠们抵达了詹姆斯敦。这些匠人们建立了殖民地首个工场，并将生产的玻璃制品出口到欧洲。但随着新人口的流入，粮食短缺的问题也愈发严重。当时英国人认为詹姆斯敦殖民地有可能会步此前的罗阿诺克殖民地和波普汉殖民地（Popham Colony）的后尘，除非再有更多补给抵达。随第二批补给船来的德国人和其他一些殖民者带着武器叛逃到了波瓦坦部族那里。这些德国人甚至声称西班牙人即将袭击英国殖民地，并劝说土著人加入战斗。1609年7月，由萨缪尔·阿盖尔（Samuel Argall）船长带领的大帆船玛丽与约翰号（Mary and John）抵达了詹姆斯敦，令西班牙人误以为英国殖民地防御完备，从而取消了袭击的计划。

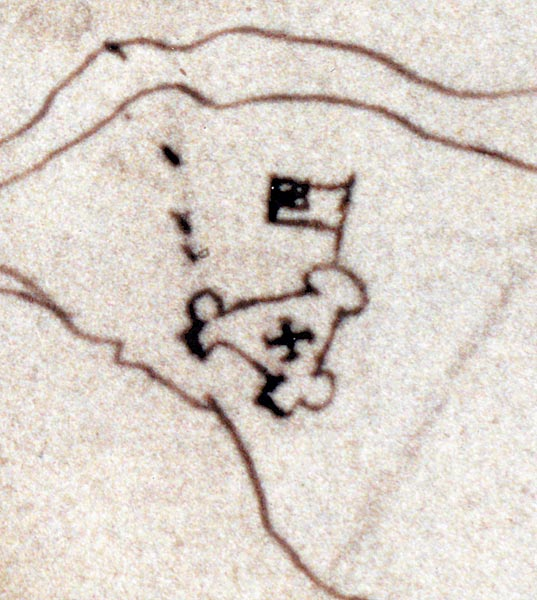
西班牙人绘制的詹姆斯要塞地图（约1608年）

在伦敦，弗吉尼亚公司的投资者们热切地希望殖民者的经营能为他们带来回报。但第二批补给船出发后，他们对殖民地感到失望，并给詹姆斯敦的负责人写了一封信要求尽快将货物运回英国。约翰·史密斯船长收到信后向全体劳工和工匠们提出了要求，希望他们尽快令殖民地实现自足经济。

#### 1609至1610年
史密斯船长在一次贸易探险中遇到爆炸严重烧伤，被迫返回英格兰。在他离开后，乔治·珀西接管了殖民地，但他很快证明自己无力应对和当地原住民的矛盾。而在伦敦的商人们得知了史密斯的意思后派出了第三次也是规模最大的一次补给。补给船队的旗舰海洋冒险号（Sea Venture）由克里斯托弗·纽波特船长负责。
1609年6月2日，海洋冒险号从普利茅斯出发，带领一只7艘船组成的船队并拖着2艘舢板前往弗吉尼亚。一共214名殖民者在船队中。7月24日，船队遇到了风暴后被打散。携带殖民者的船只成功抵达了詹姆斯敦，但旗舰在海军上将乔治·索莫斯（George Somers）的指挥下选择前往百慕大，以防止沉没。所有船员均安全登岛。
船上的幸存者们在百慕大停留了约9个月。在此期间，他们修建了两艘小船运达号（Deliverance）和耐心号（Patience）。原本他们只计划修建运达号，但这些人很快意识到一艘船根本无法将食物和船员带到北美大陆。
在等待补给船队主力抵达的时间内，詹姆斯敦的情况愈发恶化。从1609年至10年，殖民者经历了严重的食物短缺，很多人被迫使用蛇和皮鞋维生。214人中仅有60人幸存。有证据显示在这段时间内甚至出现过食人的情况。主力船队终于在1610年5月从百慕大抵达了詹姆斯敦。那时已经有不少殖民者濒临死亡，而船员们认为詹姆斯敦不再适合生存。所有的幸存者登上了运达号和耐心号，准备返回英格兰。但在同年6月10日，第三代特拉华男爵托马斯·韦斯特率领的另一只救援船队抵达了弗吉尼亚，在詹姆斯河与逃离詹姆斯敦的船队相遇。这只救援船队带来了足够的补给和更多劳动力。所有的殖民者尔后返回了詹姆斯敦。
在韦斯特到来后，殖民者和波瓦坦部族的关系进一步恶化。最后，双方爆发了战争。萨缪尔·阿盖尔抓获了部落酋长的女儿宝嘉康蒂，之后酋长选择了签署和平协定。

#### 1610至1624年

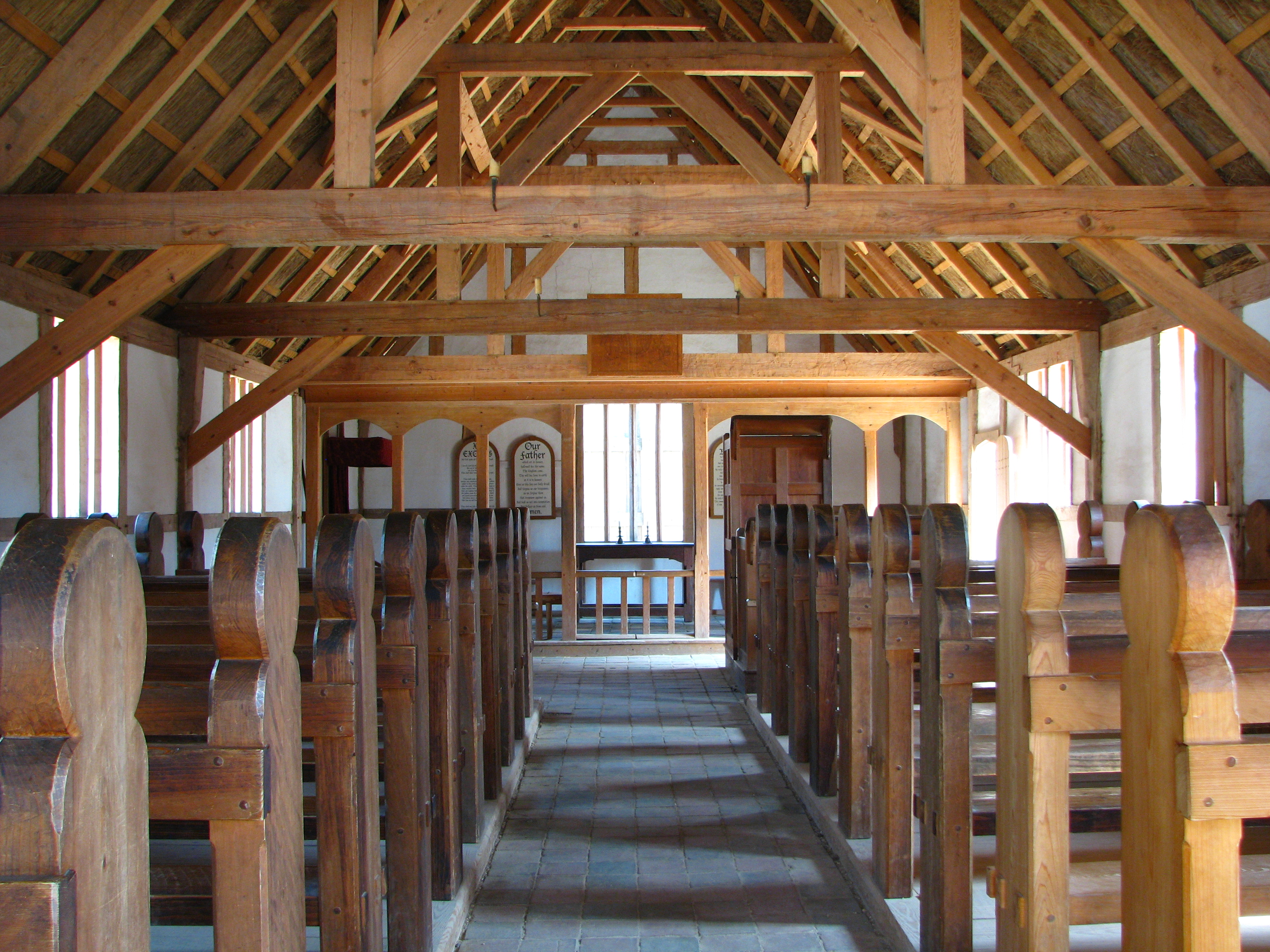
重建的詹姆斯敦教堂

由于新抵达的殖民者不少都是贵族出身，对集体生活并不熟悉，加之弗吉尼亚当时持续的干旱，导致了詹姆斯敦殖民地开始几年发展进度迟缓。1613年，弗吉尼亚公司的创始人和持股人急切希望殖民地提高生产效率。在未征得股东同意的情况下，总督托马斯·戴尔将一幅3英亩的地划给了首批到达的殖民者，并将其他几幅地皮分给了后来的殖民者。很快，人们在这些土地创造了相当可观的财富，并开始侵吞原住民的土地。其中一位殖民者約翰·羅爾夫将从百慕大带来的一把烟草种子种在了自己的地里。1614年，罗尔夫开始收获烟叶。赚取了财富后，罗尔夫迎娶了宝嘉康蒂，这为殖民者和原住民之间带来了数年的和平。但在访问了英格兰后，宝嘉康蒂染病并在1617年3月21日去世。一年后，她的父亲也去世了。宝嘉康蒂的叔叔欧佩坎诺（Opechancanough）成为了波瓦坦部族联盟的首领。随着英国人不断侵占部族的土地用来种烟草，双方的关系急剧恶化。
由于当时跨大西洋航线非常昂贵，不少新来的英国人都是以契约劳工的身份抵达的。他们允诺用3至7年的工作支付路费、房租和土地费用。而从欧洲大陆来的殖民者大多数是德国人，他们先向船主借款支付一部分旅费，然后在抵达新大陆后找工作还清全部旅费。
1619年，护卫舰白狮号将首批非洲黑奴带到了詹姆斯敦，共一男一女，分别叫做安东尼和伊萨贝拉。他们的孩子威廉·塔克（William Tucker）是首个在英属北美出生并受洗的非裔。1624年的人口普查中记录了这一家人。

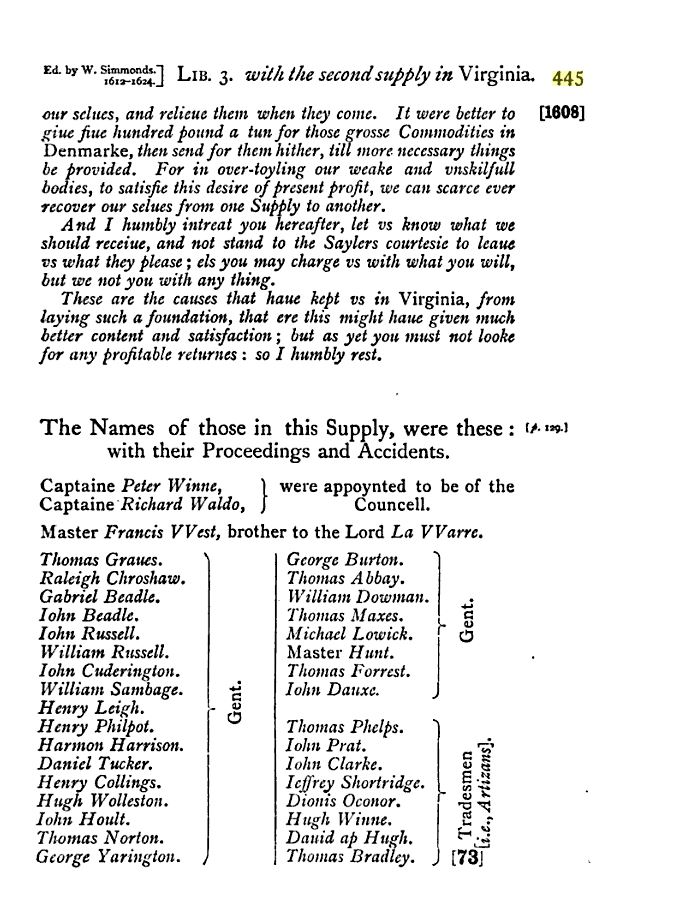
第二批补给船队的成员名单

美国首个代表会议于1619年在詹姆斯敦教堂成立。起初，只有英国裔的男性殖民者有权投票。但在同年的6月30日，为争取投票权，波兰裔工匠们选择罢工。7月21日，法院宣判波兰人也有投票权，工匠们才停止罢工。同时期，个人土地所有权被确立，殖民者被分割为4个城镇（citties）。詹姆斯敦被划入詹姆斯城内。
与殖民者们维持了数年的紧张关系后，奧普查納坎奴和波瓦坦联盟决心彻底清除英国殖民地。1622年3月22日，原住民们袭击了外围的种植园和沿詹姆斯河的社区。史称詹姆斯敦大屠杀或1622年印第安人大屠杀。超过300名殖民者被杀，占到当时殖民地英语人口的三分之一左右。在袭击中，托马斯·戴尔爵士在亨利科斯的定居点和詹姆斯敦以南的沃尔斯顿霍尔姆镇完全被摧毁。由于一个土著人的通风报信，詹姆斯敦幸免于难，但外围的定居点则完全没有防备。

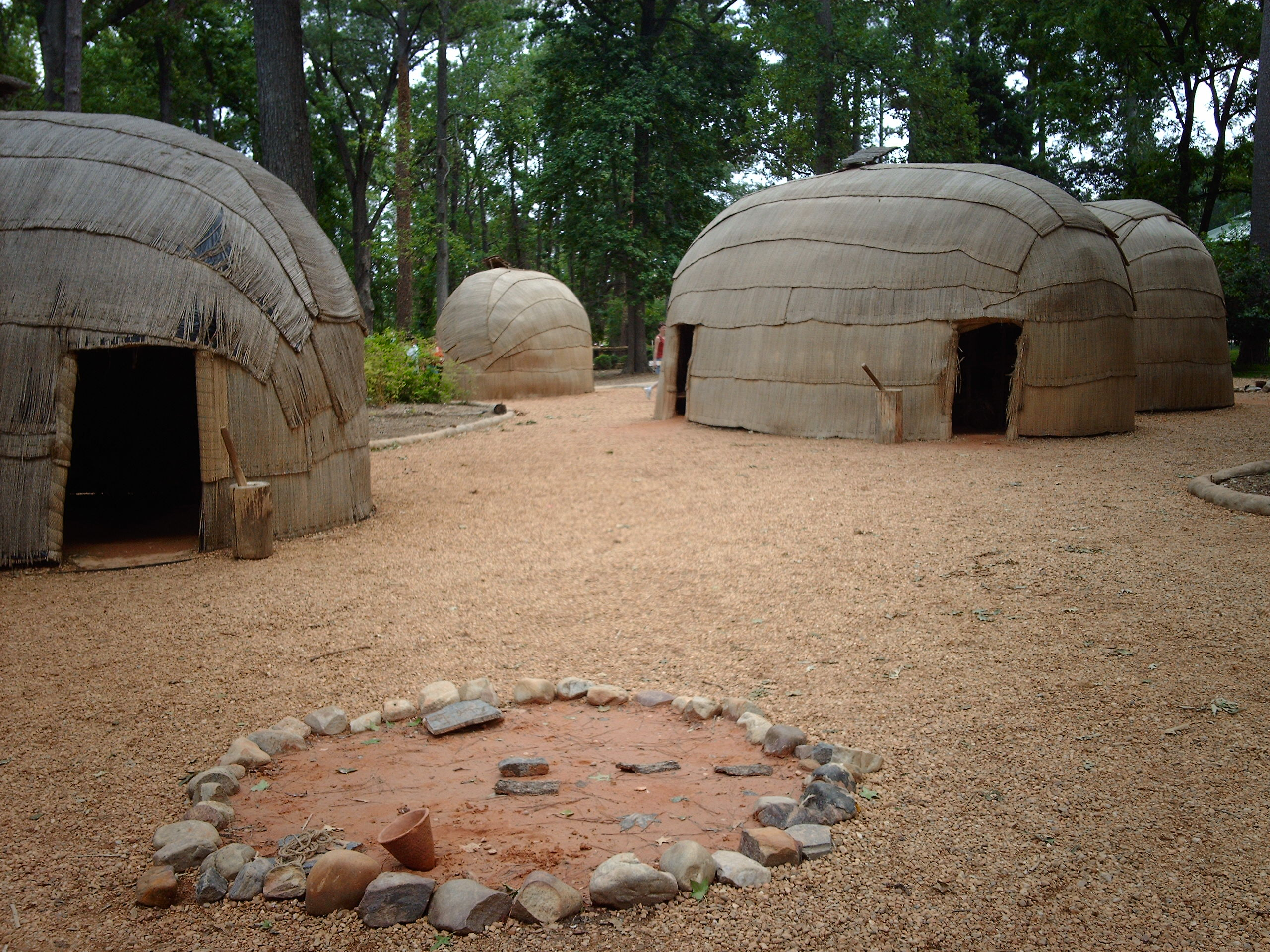
复原后的原住民村落

在1608至24年抵达詹姆斯敦的6000名殖民者中，仅有3400人幸存了下来。

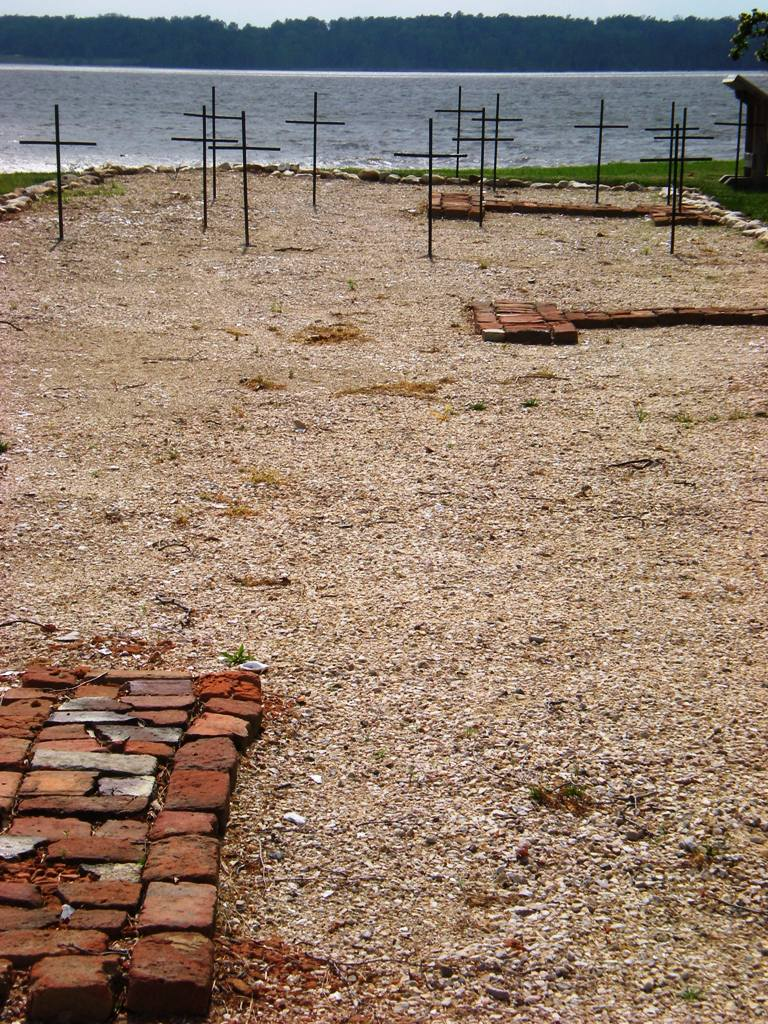
詹姆斯敦遗址发现的集体墓地

#### 1624至1699年
1624年，英王詹姆斯一世撤回了弗吉尼亚公司的宪章，将弗吉尼亚变为皇家殖民地。尽管失去了自治区，但弗吉尼亚殖民地仍在不断扩张。1634年，查理一世将弗吉尼亚分割为8个郡。詹姆斯敦被划入詹姆斯城郡内（即今日的詹姆斯城县）。
1644年，原住民又对詹姆斯敦进行了一次大规模袭击。奧普查納坎奴被捕，在被羁押时，一名英国卫兵违反规定开枪射杀了他。之后，波瓦坦部落便走上下坡路。奧普查納坎奴的继位者代表波瓦坦部族和英国人签订了和平协定，该协议规定了原住民需向殖民者纳年税，同时不能离开保留地。
1676年，培根叛亂爆发，詹姆斯敦被彻底焚毁。在镇子重建过程中，弗吉尼亚的市民议会先后在总督伯克利的绿泉种植园与中央种植园开会。中央种植园在1632年成为一个带工事的要塞，位于半岛中央的位置。
1698年，詹姆斯敦的议会大楼意外起火，议会再度迁到中央种植园开会。当时的与会地址在1693年成立的威廉与玛丽学院的校舍内。在1699年，州议会决定不再重建詹姆斯敦的议会，而是选择迁都中央种植园。中央种植园后来被重命名为威廉斯堡，以纪念英王威廉三世。尔后，人们在威廉斯堡修建了新的议会大楼和总督府。詹姆斯敦由此逐渐荒废。

## 没落
在弗吉尼亚迁都威廉斯堡后，詹姆斯敦逐渐被人们遗弃。直到1750年代，居住在镇附近的居民仍会在詹姆斯敦教堂礼拜。但之后教堂也被废弃。18世纪中期，镇上的土地被改为农地，归属于崔维斯和安布尔家族。
美国革命时，绿泉战役在詹姆斯敦附近打响。但当时詹姆斯敦已经毫无战略价值。1831年，大卫·波洛克（David Bullock）买下了詹姆斯敦的土地。

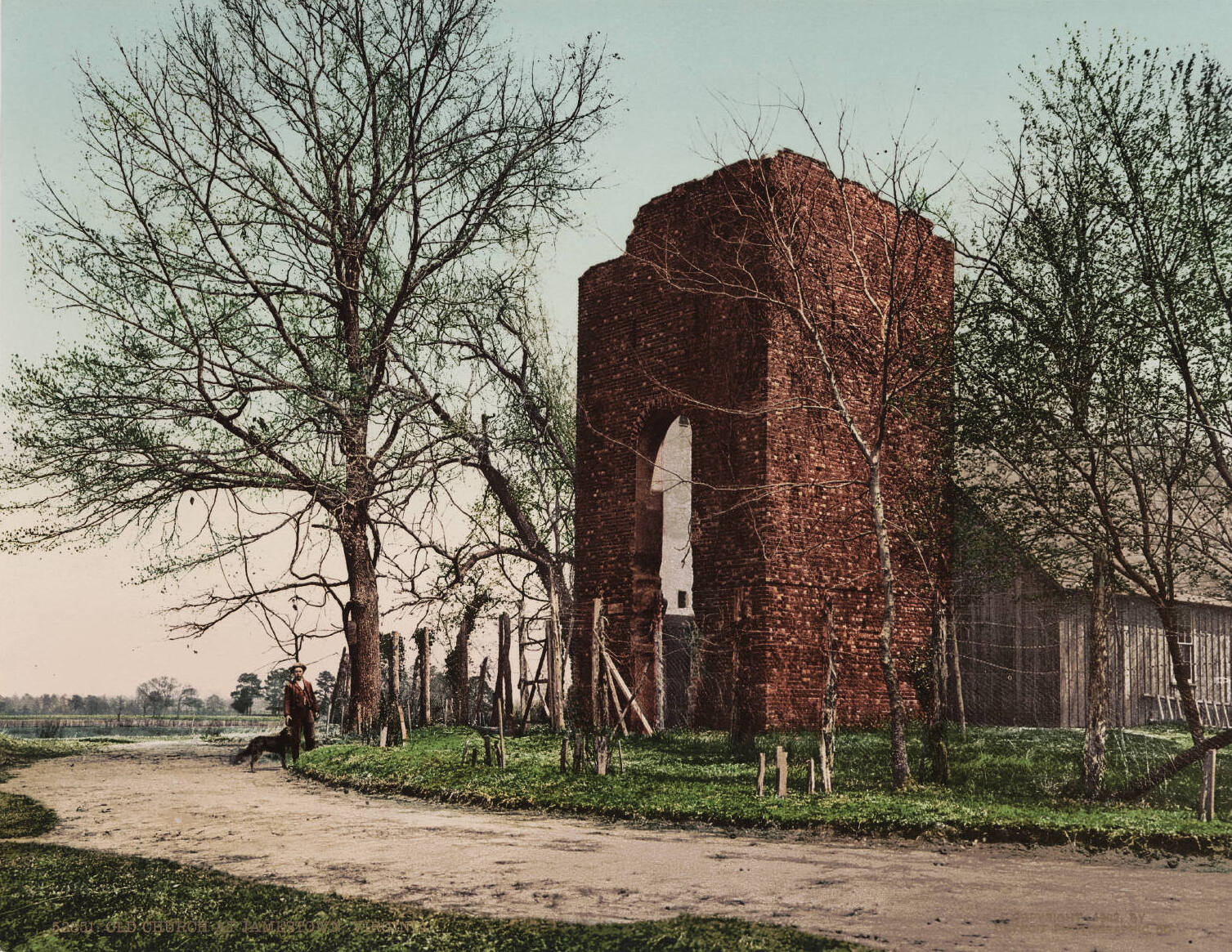
1907年时的教堂遗址

美国内战期间，詹姆斯敦岛上驻扎了一支邦联军队，由岛主威廉·艾伦（William Allen）带领并出资训练。艾伦企图以詹姆斯敦为据点，阻击联邦军队的海军沿詹姆斯河而上进攻里士满。在凯兹比·罗杰·琼斯（Catesby ap Roger Jones）的指挥下，岛上建立了一系列工事，供邦联海军的首艘铁甲舰弗吉尼亚号进行弹药测试。在高峰时期，岛上的士兵有1200人之多。
在1862年的半岛战役中，联邦军队在乔治·B·麦克莱伦的带领下向从门罗堡向半岛北部挺进，旨在夺下邦联首都里士满。1862年4月，联邦军队攻克约克敦，之后又爆发了威廉斯堡战役。邦联军队放弃了詹姆斯敦，向里士满撤退。联邦军攻克詹姆斯敦后，将此地辟作逃跑的黑奴的集合点。然后士兵们焚毁了种植园主人的18世纪的住宅。艾伦后来派人去查看损毁的情况，但这批人被黑奴杀死。邦联投降后，邦联士兵在詹姆斯敦重新向合众国效忠。

## 重生
美国内战结束后的几十年，詹姆斯敦再度陷入死寂。1892年，巴内夫妇买下了詹姆斯敦的土地。翌年，夫妇两人将总计22.5英亩的土地（包括教堂钟塔遗址）捐赠给了弗吉尼亚文物保育协会。 

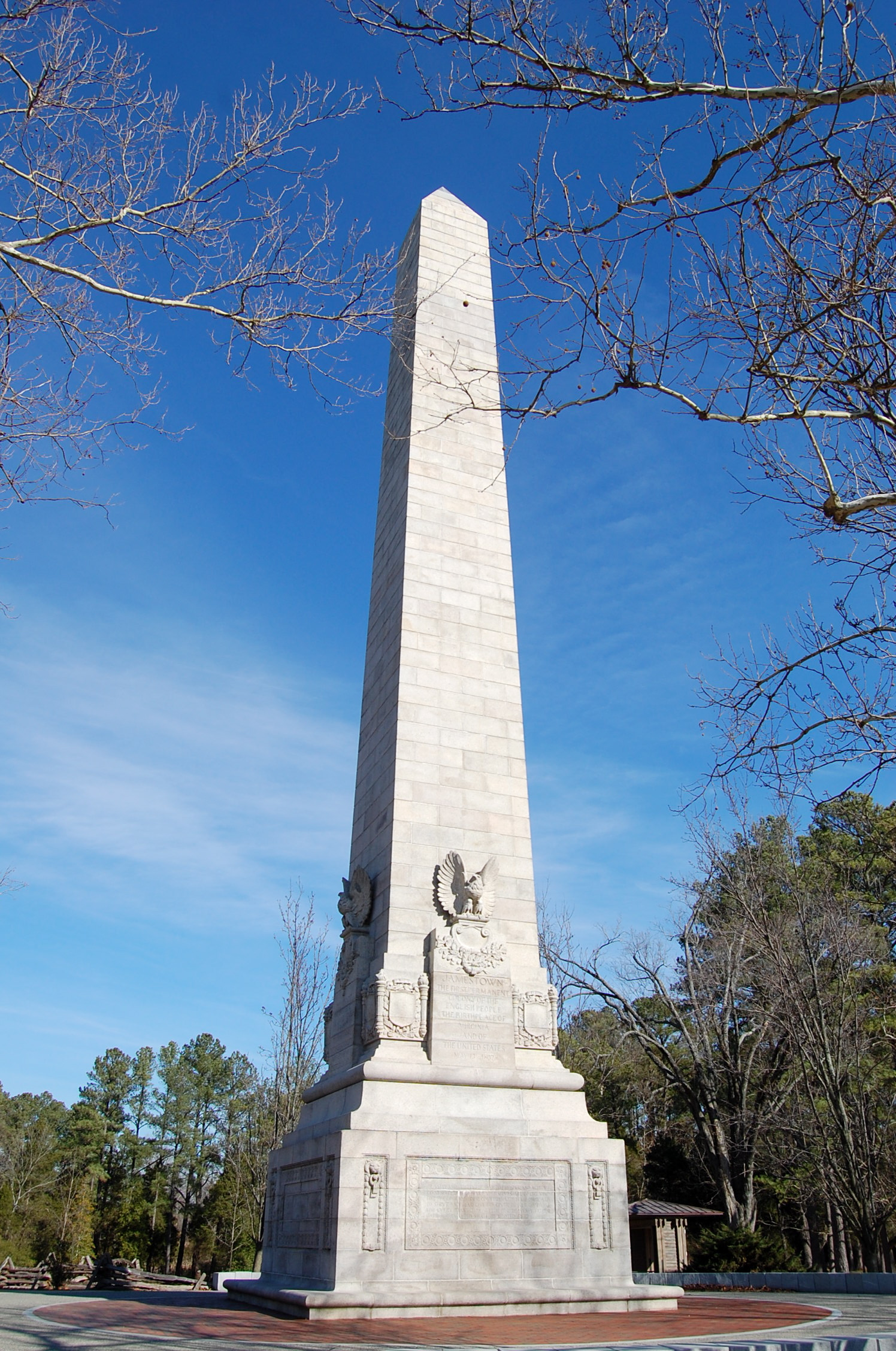
1907年在詹姆斯敦树立的300周年纪念碑

19世纪末时，因为河水的侵蚀，詹姆斯敦岛西岸已经被淹没。当时的普遍观点认为詹姆斯敦的原址已经沉入水下。1900年，联邦政府拨款修建了一道海墙以防止河水进一步侵蚀河岸。
1932年，乔治·格里高利（George Craghead Gregory）在詹姆斯敦发现了弗吉尼亚首座砖结构议会大楼的地基，历史可以追溯到1646年。1936年，格里高利成立了詹姆斯敦学会。学会的成员主要是首批弗吉尼亚公司殖民者的后代和1700年代前定居在詹姆斯敦及其附近的居民的后代。
1930年，美国国会批准将詹姆斯敦列为美国殖民地时期地标。1934年，国家公园管理局从私人手中购得了詹姆斯敦岛上剩余的1500英亩土地，并联合弗吉尼亚文物保育协会进行保护性开发。1936年6月，詹姆斯敦重新被列为国家历史公园。之后的数十年内，多位知名的考古学家在詹姆斯敦岛上开展了考古发掘工作。直到1996年，专家们才最终找到詹姆斯要塞的遗址。

## 景区
今日的詹姆斯敦是美国国家殖民历史公园的一部分。詹姆斯敦岛上有两处景区，分别对应最初的詹姆斯要塞和后来成立的城镇。游客可以乘坐附近的詹姆斯敦-苏格兰轮渡从詹姆斯河上饱览詹姆斯敦岛的风光。

### 历史詹姆斯敦
历史詹姆斯敦（Historic Jamestowne）位于詹姆斯敦的遗址上，由弗吉尼亚文物保育协会和国家公园管理局联合管理。其中弗吉尼亚文物保育协会管理22。5英亩的土地，剩余的1500英亩由国家公园管理局负责。

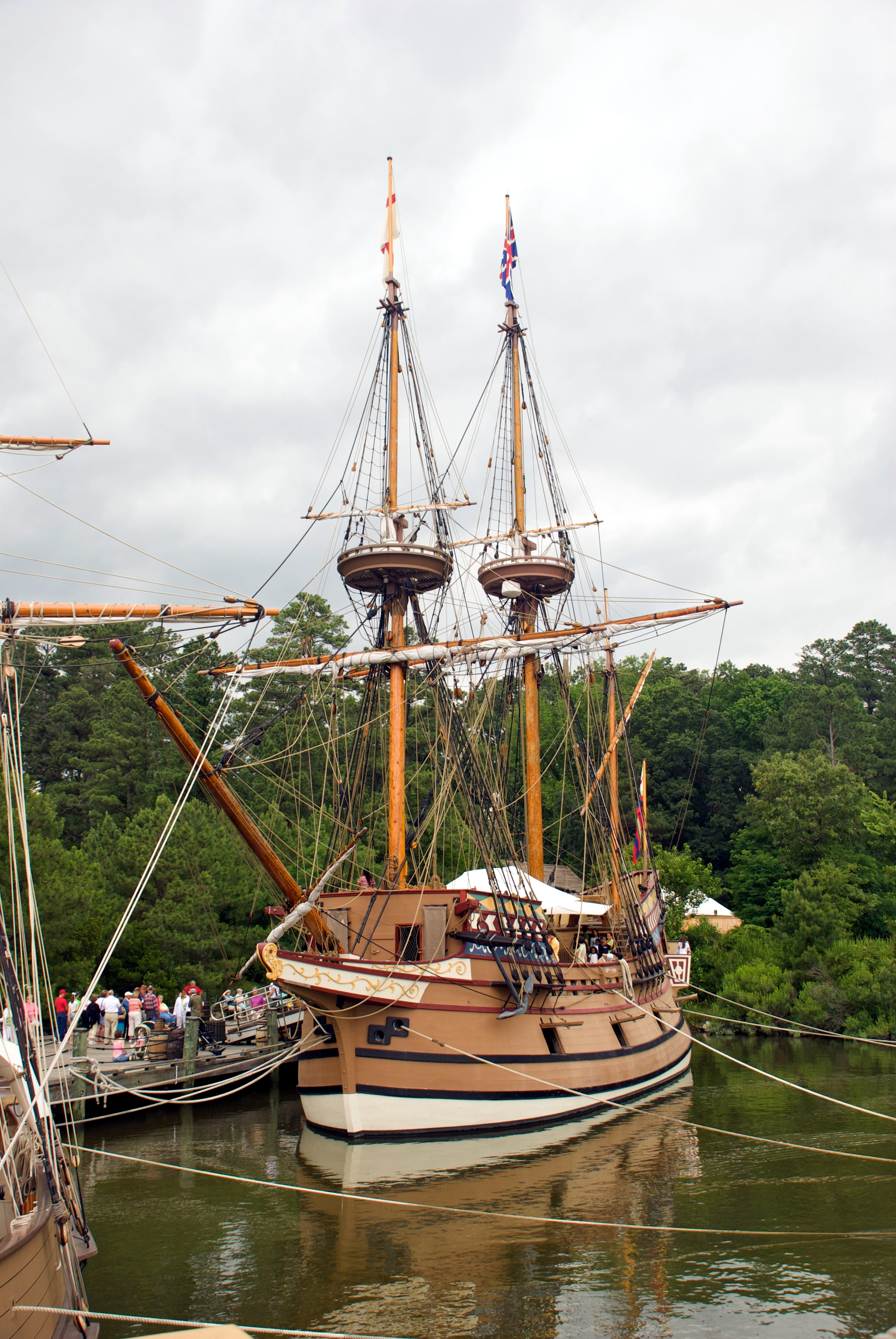
詹姆斯敦殖民地内的帆船复原品

历史詹姆斯敦内包含了1607年建立的詹姆斯要塞的原址，17世纪的教堂钟塔和小镇的遗迹。该景区内还设立一座博物馆，内部陈列了接近200万件从遗址中发掘出的文物。在景区员工的带领下，游客可以亲自体验考古发掘的过程，也可以近距离观看专业的考古学家工作。每当历史詹姆斯敦有新文物出土时，当地的报纸都会做报导。

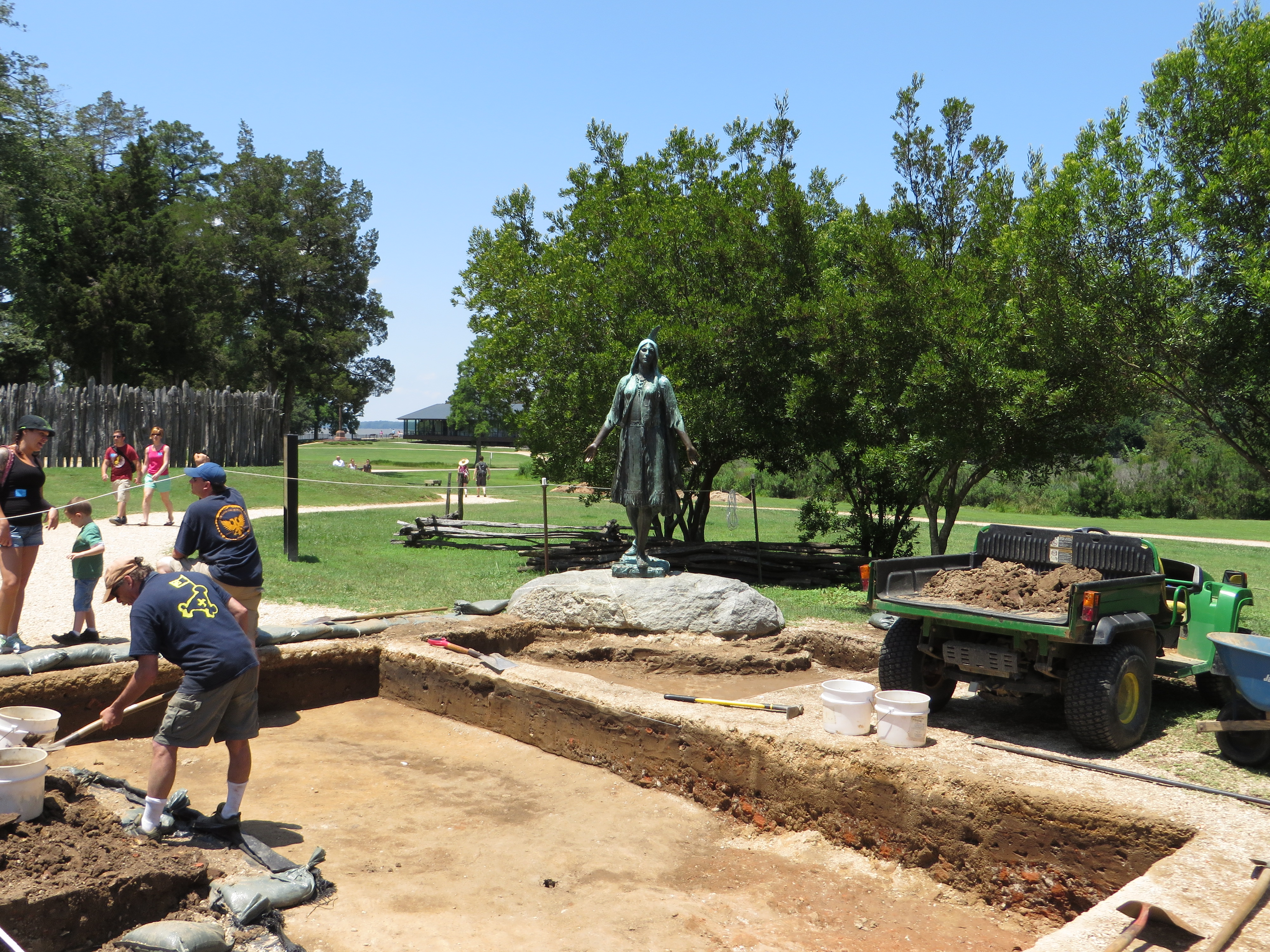
历史詹姆斯敦内的考古发掘现场

### 詹姆斯敦殖民地
詹姆斯敦殖民地（Jamestown Settlement）是一座活化历史公园兼博物馆，距离詹姆斯敦原址约1.25英里。该景区始建于1957年詹姆斯敦350周年庆典前，目前则由詹姆斯敦-约克敦基金会管理，弗吉尼亚州政府出资。景区内复原了波瓦坦族人的村落、1610至1614年间詹姆斯要塞的原貌和第一批抵达弗吉尼亚的三艘帆船。

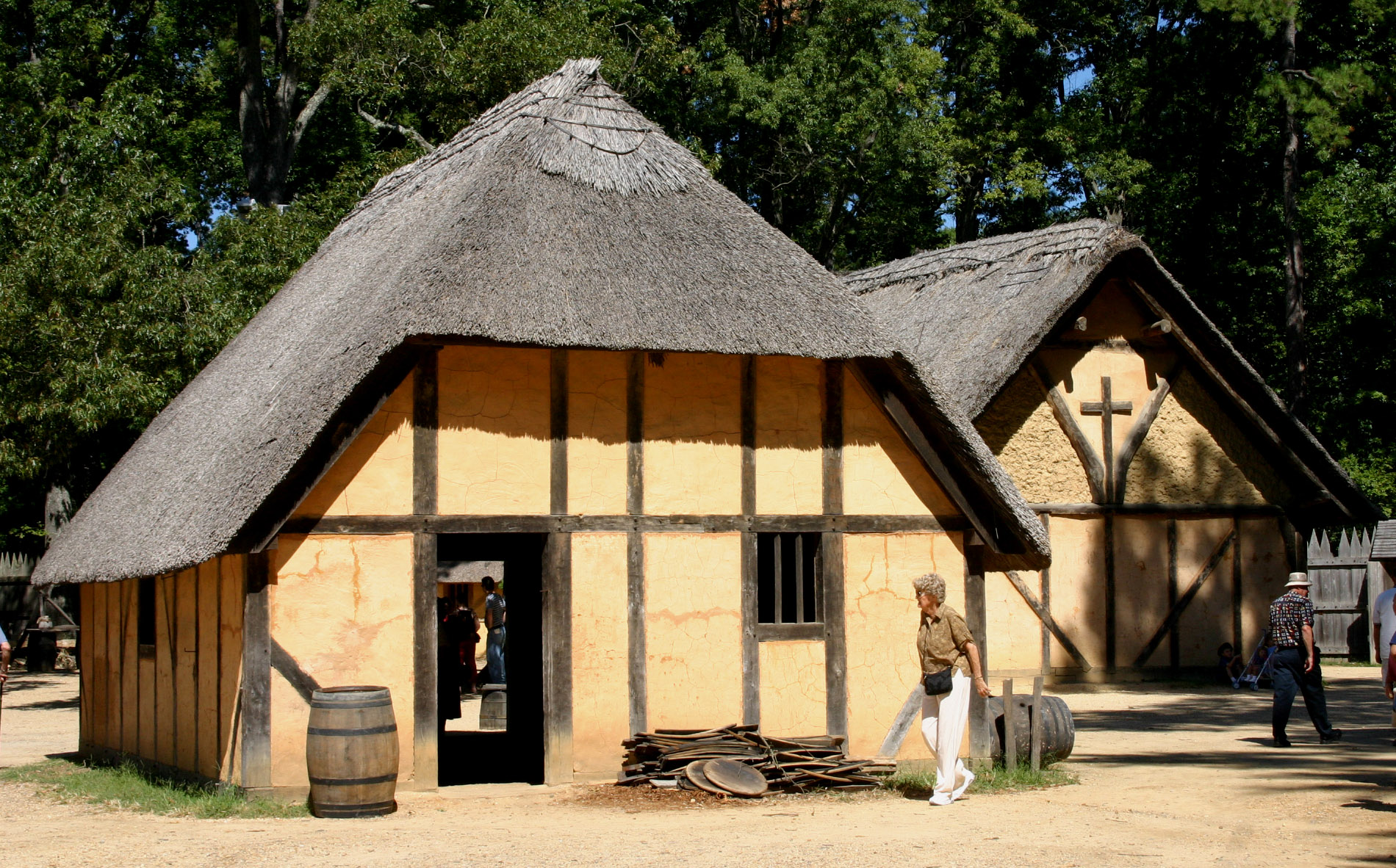
复原的詹姆斯要塞一隅

## 纪念活动
历史上，詹姆斯敦曾举行过多次纪念活动。特别是在美国独立后，詹姆斯敦被视作国家开始的地方。

### 200周年纪念
1807年5月13-14日，詹姆斯敦举行了200周年纪念庆典。超过3000人参加了纪念活动，其中不少人搭船从各地抵达詹姆斯敦岛。参加活动的有不少名人、政客和历史学家。5月13日，人们首先列队步入老教堂的墓园，牧师在那里举行了祈祷，然后人群再列队前往崔维斯大宅，在那里举办了宴会和舞会。在庆典上，威廉与玛丽学院的学生做了演讲。岛上的一处旧谷仓被临时改造成剧院，呈现了从诺福克来的演员们的表演。次日，活动以晚宴的方式在威廉斯堡的罗利旅店结束。

### 250周年纪念
1857年，詹姆斯敦学会组织了詹姆斯敦250周年纪念活动。根据报纸记载，活动在一幅10英亩的土地上举行，有介乎6000至8000人参加。活动时，16艘装扮一新的汽船停泊在詹姆斯河上。美国前总统约翰·泰勒发表了长达2个半小时的演讲，之后举行了军事表演、大型舞会和烟火秀。

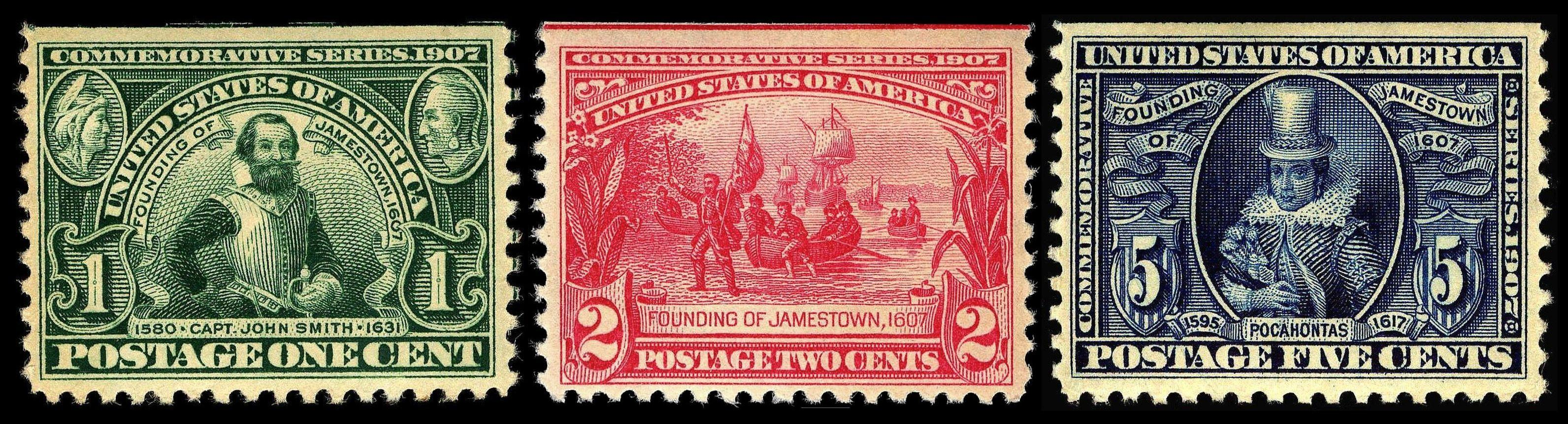
为纪念詹姆斯敦300周年庆典而发行的邮票（左：约翰·史密斯船长；中：殖民者在詹姆斯敦登陆；右：宝嘉康蒂）

### 300周年纪念
在1881年约克敦举办独立战争结束100周年的庆典后，人们逐渐对美国建国前的历史遗址产生了浓厚兴趣。弗吉尼亚文物保育协会在1900年发布公告称将会在1907年举办詹姆斯敦成立300周年庆典。但在庆典筹划过程中，主办方意识到位置偏僻且荒芜的詹姆斯敦岛很难举办如此重要的活动：不仅仅是这座岛屿，甚至周边都很难找到合适容纳大规模人群的场地。詹姆斯敦距离最近的火车站也有数英里距离，在汽车还没有普及的年代，交通十分不便。
1904年，弗吉尼亚的滨海城市诺福克政府宣布将竞标举办庆典。最终，主办方决定将展览场地放在汉普顿锚地的入海口附近的斯威尔角（Sewell's Point）。那里距离詹姆斯敦约有30英里的距离，当时是诺福克县一片荒地，但可以通过铁路和街车到达，距离码头也非常近。詹姆斯敦300周年庆典被正式命名为詹姆斯敦博览会。博览会在1907年4月26日至12月1日间举行，与会者有时任美国总统西奥多·罗斯福、德皇威廉二世、瑞典王子、马克·吐温、亨利·H·罗杰斯和众多名人。博览会上，美国的大白舰队在诺福克海边举行了阅舰式。参加阅舰式的美国军方官员对诺福克的港口感到印象深刻，这也间接促成了1918年美国海军选择在此处建设军港。

### 350周年纪念
1957年，詹姆斯敦迎来了建城350周年纪念庆典。由于当时汽车运输已经非常便利，所以庆祝活动的选址又重新回到了詹姆斯敦。当时，河水已经冲蚀了连接詹姆斯岛和大陆的地峡，但为了举办庆典，国家公园管理局重修了新的堤坝，并修建了一条连接詹姆斯敦、威廉斯堡和约克敦的公路——殖民地公园大道。政府还出资修复了一部分州道，并且重迁了詹姆斯敦渡轮的北码头。

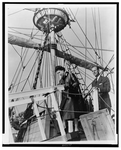
在詹姆斯敦的伊丽莎白二世和菲利普亲王

弗吉尼亚州政府在进入詹姆斯敦岛的公路入口一侧修建了詹姆斯敦节日公园。公园内的码头边陈列了复原后的首批抵达弗吉尼亚的3艘帆船，游客可以登船参观。在岛上，主办方重建了詹姆斯敦玻璃工坊，修建了纪念十字架和访客中心，并铺设了环岛公路。
在350周年庆典上，海军和陆军方阵接受了检阅，空军军机低空过场，人们为新建的船只举行了下海仪式。在首个登陆点亨利角，甚至有一场巨大的户外表演。庆祝活动从4月1日持续到了11月30日，超过百万人参加，包括不少名人和政客，比如英国驻美大使和副总统里查德·尼克松。在10月16日，英女王伊丽莎白二世和菲利普亲王访问了詹姆斯敦。女王为活动出借了一份《大宪章》的复印件，这也是她登基后首次访问美国。

### 400周年纪念
2007年，在数年的筹备工作后，詹姆斯敦举行了建城400周年纪念活动。早在2006年4月，帆船神速号的复原品启航进行18个月的环美国航行。2007年5月4日，英女王伊丽莎白二世和菲利普亲王抵达詹姆斯敦参加庆典，这是继1957年后女王第二次参加詹姆斯敦的周年纪念。

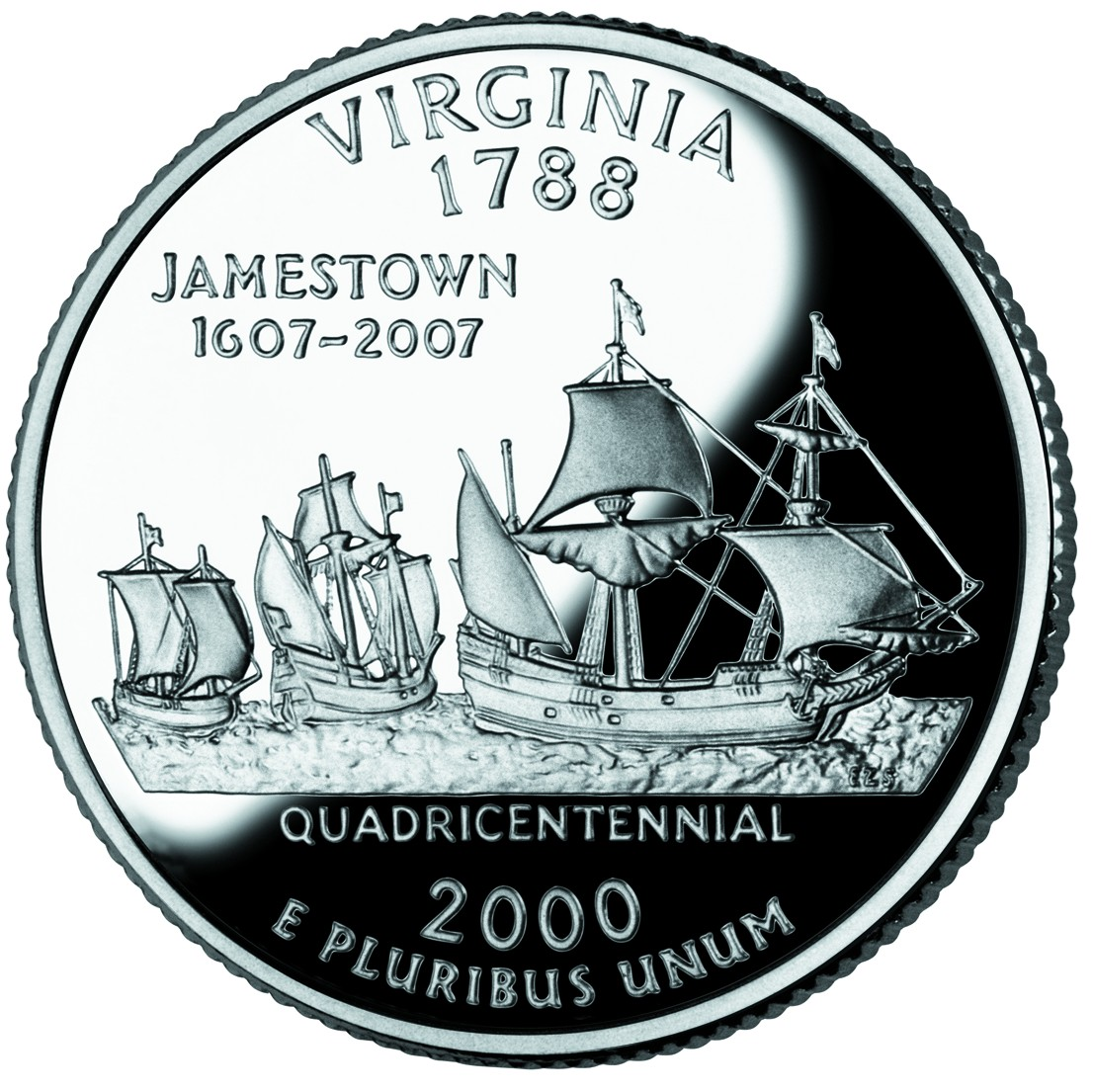
2007年发行的弗吉尼亚州25美分硬币背面

同年发行的弗吉尼亚州25美分硬币、一枚纪念银币和一枚纪念金币也以詹姆斯敦为主题。

### 2019年纪念
2019年7月，詹姆斯敦和威廉斯堡举办了庆祝弗吉尼亚议会成立暨黑人抵达美国400周年的活动。美国总统唐纳德·特朗普和弗吉尼亚州的官员们参加了活动。

## 流行文化
- 嘉年华电影公司拍摄的英剧《詹姆斯敦》讲述了英国殖民者在弗吉尼亚建立殖民地的故事。该剧与2017年5月在天空电视台播映。
- 2005年上映的电影《新世界》内有关于詹姆斯敦建立的情节。电影中的大部分历史细节都是正确的，但是侧重于对约翰·史密斯船长和宝嘉康蒂的感情戏。电影曾在弗吉尼亚多处取景。